# تنشئة اجتماعية أولية

## التنشئة الاجتماعية
الانسان في حياته الأولى لا يستطيع تلبيه احتياجاته وحده فهو يحتاج الي مساعده من غيره، على عكس الحيوانات والكائنات الحية الآخرى فهي تكون على استعداد تام أكثر وأفضل من الإنسان للعيش.
تسمى التنشئة الاجتماعية بأكثر من اسم منها:
•التثقيف
•التطبيع الاجتماعي
التنشئة الاجتماعية بشكل عام ومفهومها هي عملية تعتمد على أساس وصولها للفرد على التلقين والمحاكاة وايضاً التوحد في جميع ألانماط العقلية والاخلاقيه عند الطفل وايضاً العاطفية وهي عملية بشكل عام تهدف الي دمج الطفل في مجتمعه حتى يكتسب قيمهم وخبراتهم في الحياة ليصبح شخصا قادرًا على الاعتماد على نفسه دون احتياج شخص اخر واساس  عملية التنشئة هي الوصول من فرد معتمد على غيره الي شخص ناضج وراشد يعتمد اعتماد كامل على نفسه.
وتكون عملية التنشئة عملية تربية وتعليم وتدريب مستمرة من ولاده الطفل حتى تمر في جميع مراحل حياته ولا تتوقف في مرحلة معينة وتكون دينامية ويقصد بها انها يتغير ويتفاعل الطفل في مجتمعه حتى يكتسب الخبرات من خلال تفاعل مع الأفراد الاخريين.
ولا تتوقف عملية التنشئة على طريقة واحده حتى تصل إليّ ما تسعى آلية من أهداف لتحقيقها.
ونرى ان كلما زاد الفرد في السن يزداد اختلاف في سلوكه عن غيره من الأفراد لكن لا يتغير عن أبناء ثقافته الواحدة بل يختلف فقط عن أبناء الثقافات الأخرى.

## أشكال التنشئة الاجتماعية

### تنشئة مقصودة
```
بتعليم وتدريب الطفل من خلال 
الاسرة
 أو المدرسة بشكل مباشر ومقصود لتعليمهم التنشئة وكيفيه تعاملهم مع الأفراد في المجتمعات
```

#### تنشئة غير مقصودة
من خلال التنشئة في الدور الدينية كالمساجد والمؤسسات الأخرى التي تساعد في التنشئة وايضاً الاعلام وما يتبعة.